# Vinge
För andra betydelser, se Vinge (olika betydelser).

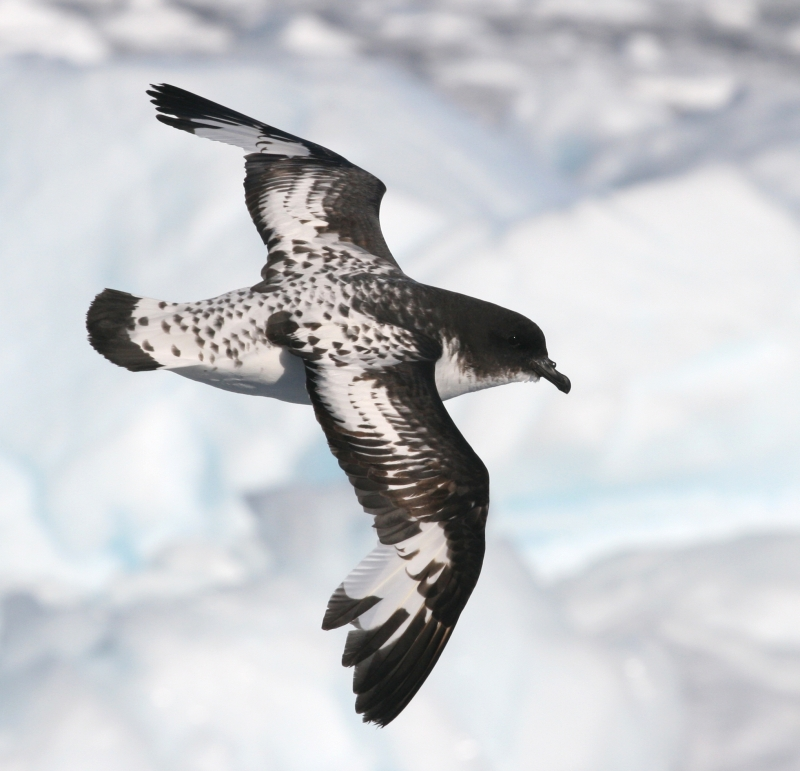
En brokpetrell vars vingar möjliggör dynamisk glidflykt.

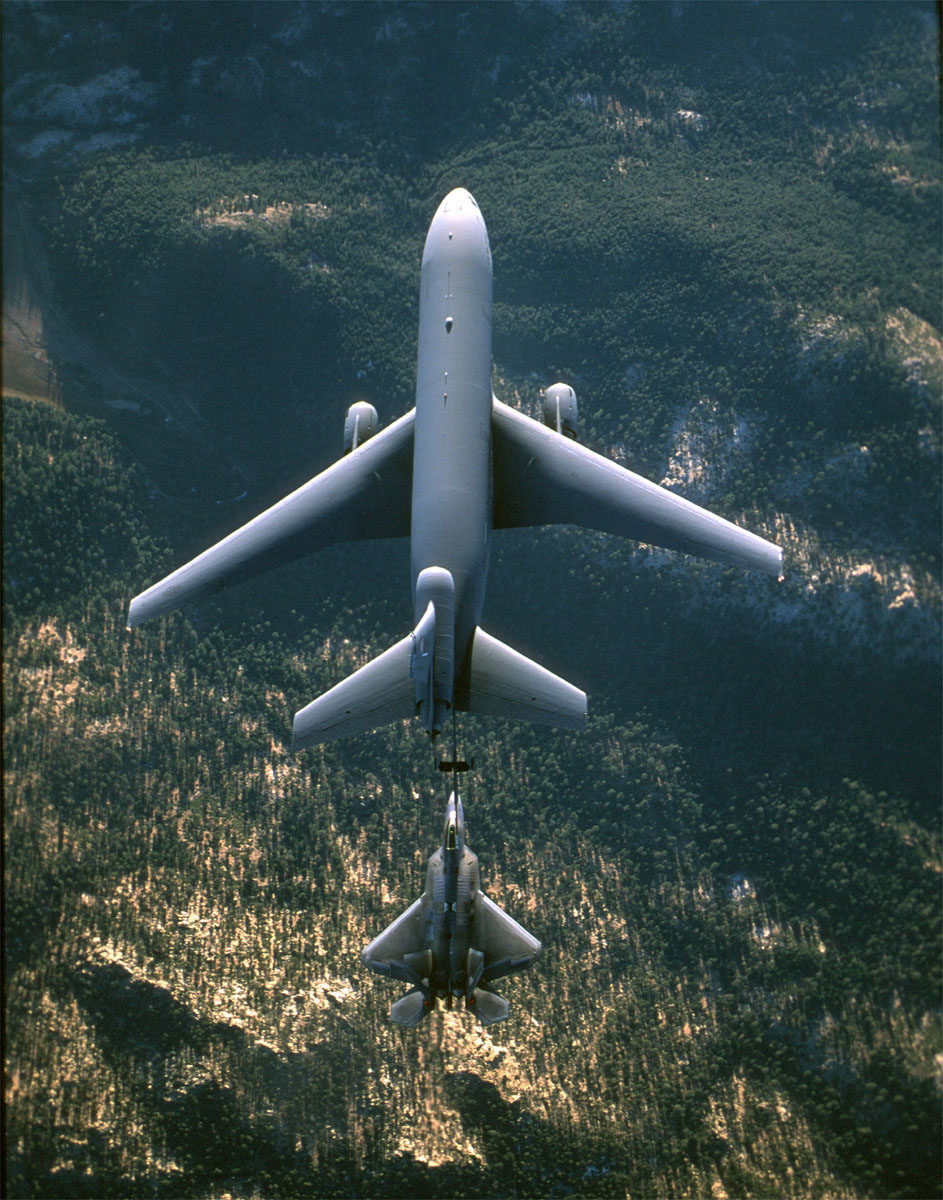
Två flygplan med olika utformade vingar.

En vinge är en yta som brukas för att skapa lyftkraft för flygning genom atmosfären, och sällsynt även i andra gaser eller vätskor. Det kan röra sig om en  extremitet hos djur, en utväxt på växtfrö eller en konstruktion på en farkost.
Begreppet vinge används även för den inverterade vingprofil, också felaktigt kallad spoiler, som används på snabba bilar för att öka downforce och trycka bilen mot underlaget.

## Hos djur
Bland djuren är det insekter som är den största gruppen som har vingar. Hos fåglar är det frambenen som utvecklats till vingar. På fåglar utgörs vingytan av fjädrar. På fåglar utan flygförmåga är vingarna tillbakabildade. Vissa fåglar, som pingviner och alkor, använder vingarna för att simma med. Hos fladdermöss är det, precis som hos fåglarna, frambenen som utvecklats till vingar.
För vidare information om fågelvingen, se Fjäder. För information om olika djurarters flygförmåga, se Flygförmåga hos djur.

## På farkoster (bärplan)
En vinge är också en anordning på exempelvis flygplan eller bilar och andra farkoster och som ökar eller minskar lyftkraften när farkosten rör på sig. Se vidare aerodynamik.